# Tehtnica (ozvezdje)
Tehtnica (latinsko Libra, znak , Unicode ♎) je ozvezdje živalskega kroga in eno od 88 sodobnih ozvezdij, ki jih je priznala Mednarodna astronomska zveza. Bilo je tudi eno od Ptolemejevih 48 ozvezdij. Ozvezdje je dokaj neopazno, brez zvezd z navideznim sijem enakim 1m. Leži med Devico na zahodu in Škorpijonom na vzhodu. Kot pove že ime najsvetlejše zvezde, Zubanalganubi, je nekoč predstavljalo Škorpijonove klešče.

## Znana nebesna telesa v ozvezdju

### Zvezde
- Zubanalganubi (α Lib) [Elkhiffa australis, Kiffa Australis, Zubana al ganubi, Zuben el Genub, Zuben Elgenubi, Zubenelganubi, Zubenelgenubi], navidezno dvozvezdje.
- Zubanalšamali (β Lib) [Kiffa Borealis, Lanx Australis, Zubana al šamali, Zuben el Chamali, Zuben Eschamali, Zubenelschamali, Zubeneschamali, Zubenelg, Zubenesch, Zubeneš].
- Zubanalakrab (γ Lib) [Zuben (el) Hakrabi, Zuben Elakrab, Zuben Hakraki].
- Zubanelakribi  (δ Lib) [Mulu-lizi, Zuben el Akribi, Zuben Elakribi].
- Zubanhakrabi (η Lib) [Zuban Alakrab, Zuben Hakrabi].
- Zubanhakrabim (ν Lib) [Zuben Hakrabim].
- Brahij (σ Lib) [Ankaa, Brachium, Cornu, Zubanelgenubi, Zubenalgubi, Zuben el Genubi, Zuben Hakrabi], zvezda je bila nekdaj znana kot γ Škorpijona, navkljub temu, da leži precej znotraj meja Tehtnice. Leta 1851 jo je na novo označil Benjamin Apthorp Gould.
- Južni Derakrab (υ Lib) [Deracrab Borealis, Derakrab Borealis, Dhira al Akrab].
- 23 Lib, planet b.
- Gliese 581 [Wolf 562], planeti b, c in d.
- HD 141937, planet b.

Koordinati:  15h 00m 00s, −15° 00′ 00″